# Edmond Duranty
Louis-Émile-Edmond Duranty, conocido simplemente como Edmond Duranty (París, 1833, París, 1880), fue un novelista y crítico de arte francés. 

## Biografía
Como crítico de arte, fue partidario de los movimientos innovadores de su tiempo, como el realismo y el impresionismo. Su obra de crítica artística más recordada es La Nouvelle peinture (La nueva pintura), de 1876, escrita a raíz de las exposiciones del grupo impresionista. En este ensayo, Duranty evita el término «impresionismo», popularizado ya por la prensa -en un primer momento con valor satírico-, en favor de la etiqueta «nueva pintura», con que pretende dar cuenta de las innovaciones de los jóvenes pintores, tanto en cuanto a la técnica pictórica como a los temas. En su opinión, estos pintores debían adoptar como programa la representación de todo lo que la sociedad moderna ofrece de novedoso. Las ideas de Duranty se ajustaban bien a la pintura de Edgar Degas o Gustave Caillebotte, pero no tanto a la de los paisajistas como Claude Monet o Camille Pissarro. Es uno de los personajes del cuadro Homenaje a Delacroix, del pintor francés Henri Fantin-Latour, realizado en 1864.
Se ha especulado sobre la posibilidad de que fuese hijo ilegítimo del escritor Prosper Mérimée.
En su faceta de novelista, Duranty fue uno de los valedores del movimiento realista. En noviembre de 1856 fundó junto con Jules Champfleury la revista Réalisme, que sacará seis números, hasta mayo de 1857. Su novela más reconocida fue Le Malheur d'Henriette Gérard, de 1858.

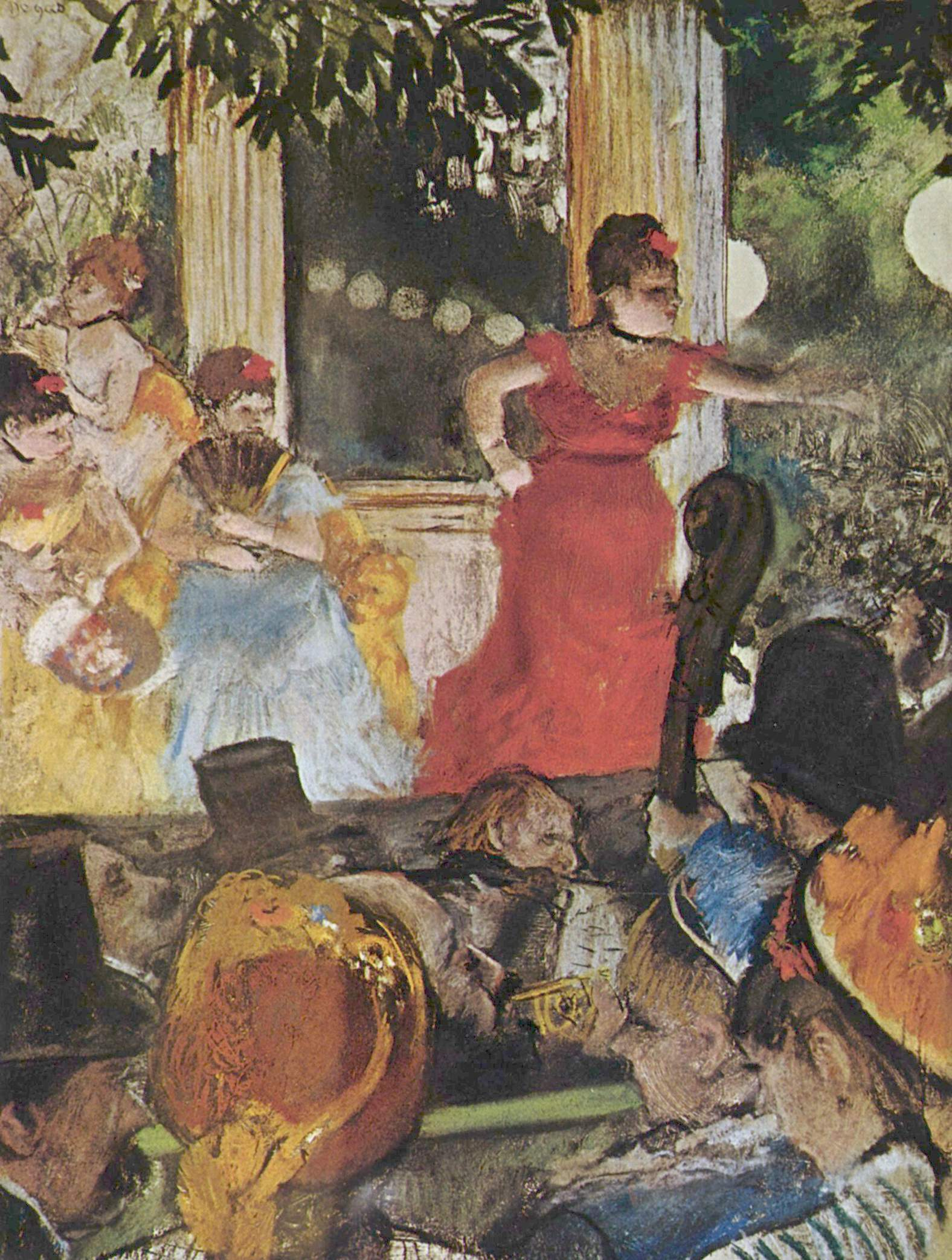
El café-concierto de Les Ambassadeurs, de Edgar Degas. Duranty animó a los impresionistas a retratar las novedades de la vida ciudadana de su tiempo.